# Primera División de hockey sobre patines 1970-71
La Primera División 1970-1971 fue la 2ª edición del torneo de segundo nivel del campeonato español de hockey sobre patines. Fue organizado por la  Real Federación Española de Patinaje.
Esta categoría estuvo compuesta por un solo grupo con 12 equipos enfrentándose en formato de liga a doble vuelta, ascendiendo los dos primeros clasificados a la División de Honor (primer nivel del campeonato), jugando una promoción de ascenso el tercer clasificado, y descendiendo los dos últimos a la Segunda División (tercer nivel del campeonato).

## Equipos participantes
| Club                   | Localidad           | Pabellón | Temporada anterior       |
| ---------------------- | ------------------- | -------- | ------------------------ |
| Club Patín Vilanova    | Villanueva y Geltrú |          | 13º en División de Honor |
| U.D. Coma Cros Salt    | Salt                |          | 14º en División de Honor |
| Club Patín Calafell    | Calafell            |          | 3º en Primera División   |
| Club Patín Cibeles     | Oviedo              |          | 4º en Primera División   |
| Sferic Tarrasa         | Tarrasa             |          | 6º en Primera División   |
| Club Atlético Montemar | Alicante            |          | 7º en Primera División   |
| Unión Deportiva Horta  | Barcelona           |          | 8º en Primera División   |
| Patín Club Salamanca   | Salamanca           |          | 9º en Primera División   |
| El Abra Bilbao         | Bilbao              |          | 10º en Primera División  |
| Gerona Club de Hockey  | Gerona              |          | 11º en Primera División  |
| Club Patín Claret      | Sevilla             |          | 1º en Segunda División   |
| C.H. Caldes            | Caldas de Montbui   |          | 2º en Segunda División   |

## Clasificación final
|  | Pos. | Equipo                 | Pt | J  | G  | E | P  | GF  | GC  | DG  |
|  | ---- | ---------------------- | -- | -- | -- | - | -- | --- | --- | --- |
|  | 1.   | Club Atlético Montemar | 38 | 22 | 18 | 2 | 2  | 117 | 63  | +54 |
|  | 2.   | Club Patín Calafell    | 36 | 22 | 17 | 2 | 3  | 102 | 35  | +67 |
|  | 3.   | U.D. Coma Cros Salt    | 28 | 22 | 13 | 2 | 6  | 82  | 50  | +32 |
|  | 4.   | Club Patín Vilanova    | 27 | 22 | 13 | 1 | 8  | 87  | 64  | +23 |
|  | 5.   | Club Patín Cibeles     | 25 | 22 | 12 | 1 | 9  | 93  | 58  | +35 |
|  | 6.   | Sferic Tarrasa         | 25 | 22 | 12 | 1 | 9  | 97  | 92  | +5  |
|  | 7.   | Unión Deportiva Horta  | 24 | 22 | 10 | 4 | 8  | 80  | 80  | 0   |
|  | 8.   | C.H. Caldes            | 21 | 22 | 9  | 3 | 10 | 87  | 98  | -11 |
|  | 9.   | Gerona Club de Hockey  | 16 | 22 | 5  | 6 | 11 | 69  | 98  | -29 |
|  | 10.  | Club Patín Claret      | 13 | 22 | 5  | 3 | 14 | 71  | 113 | -42 |
|  | 11.  | El Abra Bilbao         | 7  | 22 | 2  | 3 | 16 | 46  | 87  | -41 |
|  | 12.  | Patín Club Salamanca   | 2  | 22 | 1  | 0 | 21 | 59  | 152 | -93 |

- Datos: Q56262982